# パソナグループ
株式会社パソナグループ（英: Pasona Group Inc.）は、東京都港区南青山に本社を置く、人材派遣会社のパソナなどを傘下に持つ持株会社。

## 沿革
- 2007年12月3日 - 株式移転により、東京都千代田区丸の内に設立される。
- 2009年8月 - 特別顧問の竹中平蔵が代表権のない取締役会長に就任。
- 2009年9月 - 第45回衆議院議員総選挙において落選した自民党前衆議院議員の中山泰秀が株式会社パソナグループの代表補佐に就任[3]。
- 2009年12月21日 - 本社を千代田区大手町（大和呉服橋ビル）に移転[4]。
- 2010年3月 - 本社内にアーバンファームを開設し[5]政官財界人を招いた田植え式を催す一方、2011年11月に株式会社パソナ農援隊を設立して同事業を移管[6]。
- 2014年5月 - 東南アジアで事業を拡大する為、海外部門の担当者を倍増する[7]。
- 2014年7月26日 - 東京都が東京しごとセンター内に開設した 再就職を支援する専門相談窓口 「女性しごと応援テラス」の委託業務を受注[8]。
- 2022年8月19日 - 同日に開催された定時株主総会をもって、竹中平蔵会長が退任。
- 2024年5月23日 - ベネフィット・ワンを第一生命ホールディングスに売却[9]。

## グループ会社

### 日本国内
- パソナ
- パソナテック
- パソナHS
- パソナマスターズ
- パソナロジコム
- パソナJOB HUB
- Pasona art now
- パソナハートフル
- 長崎ダイヤモンドスタッフ
- パソナナレッジパートナー
- パソナ知財信託
- パソナHRソリューション
- パソナ日本創生大学校
- パソナフォース
- ベネフィット・ワン
- パソナ・パナソニック ビジネスサービス
- ビーウィズ
- サークレイス
- キャプラン
- アサヒビールコミュニケーションズ
アサヒグループでもある。
- ゴートップ
- スマートスタイル
- プロフェリエ
- イー・スタッフィング
- 全国試験運営センター
河合塾グループでもある。
- パソナフォスター
- パソナライフケア
- パソナふるさとインキュベーション
- パソナスマイル
- パソナ農援隊
- パソナ東北創生
- 丹後王国ブルワリー
- ニジゲンノモリ
- 地方創生
- VISIT東北
- イーハトーブ東北
- 匠創生
- GM7
- 日中BHEコミュニケーションズ

### 海外
- パソナNA
- パソナMIC
- Benefit One USA, Inc.
- PASONA CANADA, Inc.
- PASONA ASIA CO., LIMITED
- Benefit One Shanghai Inc.
- Pasona Education Co. Limited
- Pasona Human Resources (Shanghai) Co., Ltd.
- Pasona Taiwan Co., Ltd.
- MGR Consulting Co., Ltd.
- Pasona Singapore Pte. Ltd.
- BENEFIT ONE INTERNATIONAL PTE. LTD.
- Pasona India Private Limited
- Pasona Tech Vietnam Co., Ltd.
- Pasona Korea Co., Ltd.
- PT Pasona HR Indonesia
- PT.BENEFIT ONE INDONESIA
- PT Dutagriya Sarana
- Pasona Recruitment (Thailand) Co., Ltd.
- Pasona HR Consulting & Recruitment (Thailand) Co.,Ltd.
- Pasona Overseas (Thailand) Co., Ltd.
- Benefit One(Thailand) Co., Ltd.
- Pasona HR Malaysia Sdn.Bhd.
- Agensi Pekerjaan Pasona Sdn. Bhd.

### 過去のグループ会社
- パソナキャリア
- More-Selections

## 提供番組
- パソナグループ presents 朝比奈彩の淡路島放送局!（TBSラジオ）